# René Obst
René Obst (* 21. Juni 1977 in Görlitz) ist ein ehemaliger deutscher Radrennfahrer.
Obst gewann im Jahr 2001 zwei Etappen der Tour of South China Sea und eine Etappe der Vuelta a la Independencia Nacional. 2002 gewann er zwei Etappen der Tour of South China Sea, eine Etappe der Tour de Gironde und eine Etappe der Brandenburg-Rundfahrt. Hierauf erhielt er ab 2003 einen Vertrag beim Team Wiesenhof und gewann in seinem ersten Jahr dort eine weitere Etappe der Brandenburg-Rundfahrt. 2006 wechselte er zum Continental Team Milram und gewann den GP Stad Zottegem und eine Etappe des OZ Wielerweekend. Im Jahr 2008 gewann er für das Team 3C Gruppe eine Etappe der Vuelta a Cuba.
Ende der Saison 2012 beendete Obst seine internationale Karriere und schloss sich dem Dresdner SC an.

## Erfolge
2001
- zwei Etappen Tour of South China Sea
- eine Etappe Vuelta a la Independencia Nacional

2002
- zwei Etappen Tour of South China Sea
- eine Etappe Tour de Gironde
- eine Etappe Brandenburg-Rundfahrt

2003
- eine Etappe Brandenburg-Rundfahrt

2006
- GP Stad Zottegem
- eine Etappe OZ Wielerweekend
- Harzrundfahrt

2008
- eine Etappe Vuelta a Cuba

## Teams
- 2003–2005 Team Wiesenhof
- 2006 Continental Team Milram
- 2007–2008 Lamonta-3C Gruppe
- 2009–2010 Team Nutrixxion Sparkasse
- 2011–2012 Team NSP